# 劉師陸
劉師陸（？—？），順天府大興縣（今北京市）人，清朝政治人物。进士出身。
嘉慶二十五年（1820年）庚辰科进士。道光十六年（1836年），擔任清朝廣州府南海縣知縣。后由劉開域接任。道光十八年（1838年），再任南海縣知縣。后由梁星源接任。